# Agama insularis
Agama insularis е вид влечуго от семейство Agamidae. Видът е незастрашен от изчезване.

## Разпространение
Разпространен е в Гвинея.

## Описание
Популацията на вида е стабилна.